# Lonely (canção de Jonghyun)
"Lonely" é uma canção do cantor sul-coreano Jonghyun com participação de Taeyeon. Foi lançada em 24 de abril de 2017 pela SM Entertainment, como a faixa-título de sua segunda coletânea Story Op.2 (2017). O tema contém letras, composição e arranjo de Jonghyun em colaboração com Wefreaky, Monotree e Imlay. 
Comercialmente, "Lonely" posicionou-se em número dezoito pela tabela sul-coreana Gaon Digital Chart, porém, a canção foi o último single lançado por Jonghyun durante sua vida e experimentou um aumento de popularidade após sua morte em dezembro de 2017, levando a faixa a atingir o topo da tabela.

## Antecedentes e lançamento
Em 19 de abril de 2017, foi anunciado que "Lonely" seria lançada como a faixa-título da segunda coletâbea de Jonghyun, Story Op.2, e que contaria com a participação de Taeyeon nos vocais, marcando a segunda colaboração dos dois artistas depois de "Breath" (2014).
Produzida por Jonghyun, Wefreaky, MonoTree e Imlay é descrita como uma canção de  R&B/Ballad. Em 26 de abril durante o FM4U's "Kim Shin Young's Hope Song at Noon", Jonghyun falou sobre colaborar com Taeyeon, ele declarou: "Foi uma música que foi perfeita para ela. Eu queria tomar a aura que ela tem, onde ela é uma pessoa brilhante e feliz com um lado sensível e solitário também, e colocar isso nas letras. Pensei nela enquanto escrevia a letra e a melodia.

## Promoção
"Lonely" não foi promovida em programas musicais, no entanto, Jonghyun e Taeyeon cantaram a canção ao vivo no programa You Hee-yeol's Sketchbook da emissora KBS2, em 13 de maio de 2017, no que seria sua única apresentação conjunta. Mais tarde, Jonghyun inseriu "Lonely" na lista de canções de seu concerto solo, The Agit.

## Vídeo musical
Em 19 de abril de 2017, um teaser do vídeo musical de "Lonely" foi divulgado no canal oficial da SM Entertainment no YouTube. Seu vídeo musical foi lançado oficialmente em 24 de abril.
O vídeo mostra Jonghyun vivendo completamente sozinho. Cada dia, ele desenha uma linha em seu braço marcando os dias. Ele come, toca piano, corta os arbustos, completamente sozinho. Não há ninguém para sentar, conversar, ou ouvir música com ele. O vídeo toma uma volta escura, quando ele está vestido com uma camisa de listras, aparentemente aprisionado pela memória de seu amor perdido. Além disso, mostra ele no banho, com os braços riscados por marcas de caneta, como um lembrete de quantos dias fazem desde que sua amada foi embora. O MV termina quando Jonghyun se afunda apático na banheira, e na sequencia ele é visto na praia, com o vento soprando através de seu cabelo enquanto as ondas rolam.

## Desempenho nas paradas musicais
Após o seu lançamento, "Lonely" obteve êxito moderado, estreando em número dezoito na tabela sul-coreana Gaon Digital Chart, na semana referente a 23 a 29 de abril de 2017. Em suas tabelas componentes, pela mesma semana, a canção estreou em número nove pela Gaon Download Chart ao adquirir vendas de 79,264 downloads digitais pagos e de número 67 pela Gaon Streaming Chart ao obter 1,305,901 streams. Posteriormente, em dezembro de 2017, rapidamente alcançou o topo de diversas tabelas nacionais e internacionais, após a morte de Jonghyun ocorrida em 18 de dezembro. Desta forma, "Lonely" voltou a entrar na Gaon Digital Chart, atingindo pico de número um na semana referente a 17 a 23 de dezembro de 2017, tornando-se o segundo single de Jonghyun a alcançar tal feito após "Deja-Boo" de 2015. 
"Lonely" também alcançou novos picos na Billboard K-pop Hot 100 e pela tabela estadunidense Billboard World Digital Songs, alcançando a quarta e a sexta posição, respectivamente, além disso, a canção vendeu mil downloads digitais pagos nos Estados Unidos na semana referente a 21 de dezembro de 2017.

### Posições semanais
| Parada musical (2017–18)                       | Melhor posição |
| ---------------------------------------------- | -------------- |
| Coreia do Sul (Gaon Digital Chart)             | 1              |
| Coreia do Sul (Billboard K-pop Hot 100)        | 4              |
| Estados Unidos (Billboard World Digital Songs) | 6              |

## Créditos e pessoal
A elaboração de "Lonely" possui os seguintes créditos adaptados do Melon.
- Jonghyun – vocais, letras, composição, arranjo
- Taeyeon – vocais
- Wefreaky – composição, arranjo
- Monotree – composição, arranjo
- Imlay – composição, arranjo